# كيفن بارسونز
كيفن بارسونز (2 مايو 1973 في المملكة المتحدة - ) (بالإنجليزية: Kevin Parsons)‏ هو لاعب كريكت بريطاني. لعب مع نادي مقاطعة سومرست للكريكت ‏.